# Завидово (станция)
Зави́дово — железнодорожная станция Октябрьской железной дороги. Расположена в посёлке Новозавидовский Тверской области. По характеру работы является промежуточной, по объёму выполняемой работы отнесена к IV классу.

## История
Станция была открыта 1 (13) ноября 1851 года под названием Завидовская в составе Санкт-Петербурго-Московской железной дороги и относилась к III классу. Приказом МПС № 227 от 21 декабря 1850 года утверждено название станции, от находящемся близь Яма — Завидова (на Московском шоссе). После переименовании дороги 8 (20) сентября 1855 года, станция в составе Николаевской железной дороги, и в 1863 году получила нынешнее название в создаваемой сети железных дорог.
Первоначально на станции было построено две каменные водонапорные башни и две деревянные высокие платформы, по обеим сторонам от путей. Согласно записи в архиве на станции планировалось постройка двух пассажирских домов, однако построено в 1859 году только одно. Второе новое деревянное пассажирское здание (вокзал), размером 12 х 7 сажень (24 х 14 м), было построено во время правления Главного общества российских железных дорог, с 1873 по 1893 годы. В 1866 году, в связи с удлинением состава поездов, производились работы по удлинению пассажирских платформ. Для предохранения пассажиров от осадков, ожидающих прибытия и отправления поездов, в 1889—1890 годах, на платформах строятся деревянные, крытые железом и обшитые с трёх сторон навесы.
С 27 февраля 1923 года, после переименовании дороги, станция в составе Октябрьской железной дороги, приказом НКПС № 1028 от 20 августа 1929 года станция в составе Октябрьских железных дорог, с 1936 года станция в составе Октябрьской железной дороги.
В 1971 году присвоен код ЕСР № 0711, 1975 году присвоен новый код ЕСР № 07110, 1985 году станция получила новый код АСУЖТ (ЕСР) № 061305.

В 1982 году станции присвоен код Экспресс-2 № 34000, а в 1994 году получила новый код Экспресс-3 № 2004100.
В 1863 году планировалось построить ветку до пристани на реке Шоше, но данный проект не был осуществлён. В 1875 году построен подъездной путь к лесным складам Куманина, длиной 0,5 версты, на 2023 год путь в большей части разобран. В 1914 году планировалось устроить Кузнецовскую железнодорожную ветку до деревни Шагарово Корчевского уезда, но данный проект не был осуществлён.

От станции также устроены подъездные пути к тяговой подстанции «Завидово» и к заводу бетонных смесей.